# Irina Muluile
Irina Muluile est une actrice française née le 6 mars 1989 à Kinshasa.
Elle se fait connaître dans son rôle de "La Mule" dans la série Le Bureau des légendes.

## Biographie
Irina Muluile naît le 6 mars 1989 à Kinshasa en République démocratique du Congo,. Elle arrive en France, avec ses parents, à l'âge de 3 mois et grandit à Villemomble. En 2000, elle déménage aux Trois tours à Sevran en Seine-Saint-Denis.
Elle pratique la boxe thaïlandaise et le rugby, la danse et le chant.

### Formation et carrière
Elle obtient un Bac STG (ancien Bac STMG) puis une licence sciences du langage option langue des signes à l'université Paris-VIII.
Elle a suivi une formation à l'académie Oscar Sisto, des cours d'improvisation et est interprète en langue des signes.
Elle commence sa carrière d'actrice, en 2006, dans le film L'École pour tous. En 2009 elle danse sur un clip de Magic System. En 2010, elle joue dans Camping 2. 

Depuis 2015, elle joue le rôle de Daisy, dite « La Mule », dans les cinq saisons de la série télévisée Le Bureau des légendes. 

En 2016, elle tourne dans le film Réparer les vivants,.
En 2017, elle témoigne dans le documentaire Des «Sous-doués» aux «Profs» : l'école fait son cinéma, diffusé le 31 janvier 2018 sur France 4.
En 2019, elle joue le rôle de l'inspecteur Camara, dans le film Les Traducteurs.
En 2020, elle commence le tournage de la nouvelle série télévisée, La Promesse,.

## Accueil critique
Pour son rôle dans Le Bureau des légendes, Renaud Machart écrit pour Le Monde que, dans la troisième saison,  « [...] la « Mule », jouée par Irina Muluile, est toujours de service et fait toujours la gueule de manière proprement irrésistible. »

## Filmographie

### Cinéma
- 2006 : L'École pour tous d'Eric Rochant : Halimata
- 2010 : Camping 2 de Fabien Onteniente
- 2016 : Réparer les vivants de Katell Quillévéré : Gisèle
- 2019 : Les Traducteurs de Régis Roinsard : Inspecteur Camara
- 2021 : Homme sage (court métrage) de Juliette Denis : Karen
- 2021 : À plein temps d'Eric Gravel : Irina
- 2023 : Cash de Jérémie Rozan : Yasmina
- 2025 : Différente de Lola Doillon : Marie

### Télévision
- 2009 : Un petit mensonge (téléfilm) de Denis Malleval : Séverine Perrin
- 2015-2020 : Le Bureau des légendes (série télévisée) d'Eric Rochant : Daisy Bappé, dite La mule
- 2020 : La Promesse (mini-série télévisée) de Laure de Butler : Séverine Perrin
- 2023 : Killer Coaster (série télévisée) : Véronique
- 2024 : Nudes (mini-série télévisée), épisodes 8, 9, 10 : Madame Traoré
- 2024 : Mortelle raclette (téléfilm) de François Descraques : Dom